# Riksföreningen Grunden
Riksföreningen Grunden är en funktionsrättsorganisation av och för dem som har intellektuella funktionsnedsättningar.
Föreningen vill förbättra samhället och motverka fördomar. Riksföreningen Grunden är medlemmar i Funktionsrätt Sverige.
Till skillnad från många andra liknande funktionsrättsföreningar i Sverige (exempelvis FUB och Föreningen Autism) innehas alla förtroendeuppdrag i RF Grunden av personer som själva har en intellektuell funktionsnedsättning. 
Riksföreningen Grunder har sedan 2023 börjat bygga upp ett eget fackförbund kallat Grunden LS, som organiserar personer som har daglig verksamhet enligt LSS. Grunden LS har etablerat samarbete med SAC, och arbetar utifrån ställningstagsndet att "verksamhet på daglig verksamhet är ett jobb".
Riksföreningen Grunden har sitt förbundskontor i Göteborg, och deltar återkommande i intressepolitiska arrangemang tillsammans med organisationer utanför vad de kallar "den handkappolitiska bubblan", särskilt med den partipolitiskt oberoende organisationen Föreningen Allt åt alla.